# Buri (germansko pleme)
Buri so bili germansko pleme, omenjeno v Tacitovi Germaniji, kjer so sprva "zaprli hrbet" Markomanom in Kvadom na Češkem in Moravskem . Rečeno je, da so bili njihov govor in običaji podobni Svebom. Takšna trditev namiguje, da so Buri pred kratkim prišli iz smeri Baltskega morja, kot prišleki z drugimi germanskimi naseljenci na Češkem in Moravskem, ki so izgnali keltske Boje ali jih bolj verjetno absorbirali in vključili, potem ko so jih premagali v bitki in vzpostavili nova oblast. Po Tacitu Buri niso povezani z Lugi.
Ptolemej pa omenja Lougoi Bouroi (prevedeno s strani učenjakov v latinščino Lugi Buri ), ki so prebivali na današnji južni Poljski med Labo, sodobnimi Sudeti in zgornjo Vislo. Razlikujejo se od Silingov (Vandalov), ki so bili na zgornji Odri. Tacit in Ptolemej skupaj namigujeta, da so Buri morda prišli na Moravsko iz Svebije z Markomani in Kvadi in se nato preselili v zgornjo regijo Visle, kjer so se povezali s tamkajšnjimi Lugi.
Zdi se, da je usoda Burov povezana z usodo podonavskih plemen, saj so se pridružili invaziji na cesarstvo, ki so jo navdihnili Markomani, v 2. stoletju našega štetja in se zoperstavili cesarju Marku Avreliju (Julius Capitolinus, Življenje Marka Avrelija). Slednji pa je bil močnejši nasprotnik, kot so domnevali Germani, in mnoga plemena, vključno z Buri, so sklenila ločen mir. Rimljani so jih za to dobro nagradili, potem pa so se morali soočiti z maščevanjem svojih starih zaveznikov (Kasij Dio, knjige 72-73).
Po Marcusovi smrti in nadaljnjih germanskih nemirih so Buri zaprosili njegovega sina Comoda za mir. Na tej točki so bili revni, saj so svoja sredstva porabili za vojno. Ker so zdaj izpolnjevali kvalifikacije imperija za finančno pomoč; ker so bili revni in potencialno nevarni, so jo prejemali. Markomani so od njih zahtevali odškodnino. Buri, ki so bili sami zdaj revni, so zahtevanim pogojem ugodili, kolikor je znano.
Buri nato izginejo iz zgodovinskih virov. Zelo verjetno je bila njihova usoda podobna usodi drugih germanskih ljudstev ob Donavi; to pomeni, da so se bodisi združili z drugimi plemeni v Šleziji ali pa so zapustili svoje domove, da bi se pridružili drugim pri njihovih selitvah.
Kontingent Burov je spremljal Svebe pri njihovi invaziji na Iberski polotok in se uveljavil v sodobni severni Portugalski v 5. stoletju. Naselili so se v regiji med rekama Cávado in Homem, na območju, znanem kot Terras de Bouro (Dežele Burov).